# Closer to the Heart
Closer to the Heart är en låt av Rush. Den släpptes som singel och återfinns på albumet A Farewell to Kings, utgivet den 1 september 1977. Låtens musik komponerades av basisten och sångaren Geddy Lee och gitarristen Alex Lifeson, medan texten skrevs av trummisen Neil Peart och Peter Talbot. 
Låten spelades 1 308 gånger live.